# Iwilsoniella rotunda
Iwilsoniella rotunda är en svampart som beskrevs av E.B.G. Jones 1991. Iwilsoniella rotunda ingår i släktet Iwilsoniella och familjen Halosphaeriaceae.   Inga underarter finns listade i Catalogue of Life.